# Lance Pitlick
Lance Eric Pitlick, född 5 november 1967, är en amerikansk före detta professionell ishockeyback som tillbringade åtta säsonger i den nordamerikanska ishockeyligan National Hockey League (NHL), där han spelade för ishockeyorganisationerna Ottawa Senators och Florida Panthers. Han producerade 49 poäng (16 mål och 33 assists) samt drog på sig 298 utvisningsminuter på 393 grundspelsmatcher. Pitlick spelade även för Hershey Bears och Prince Edward Island Senators i American Hockey League (AHL) och Minnesota Golden Gophers (University of Minnesota) i National Collegiate Athletic Association (NCAA).
Han draftades i nionde rundan i 1986 års draft av Minnesota North Stars som 180:e spelare totalt.
Pitlick är far till ishockeyforwarden Rem Pitlick, som spelar för Nashville Predators i NHL, och släkt med ishockeyforwarden Tyler Pitlick, som spelar för Dallas Stars i NHL.

## Statistik
| 1985–1986   | Robbinsdale Cooper Hawks      |             | 21  | 17 | 8  | 25 | 247 | —  | — | — | — | —  |
| 1986–1987   | Minnesota Golden Gophers      | NCAA        | 45  | 0  | 9  | 9  | 88  | —  | — | — | — | —  |
| 1987–1988   | Minnesota Golden Gophers      | NCAA        | 38  | 3  | 9  | 12 | 76  | —  | — | — | — | —  |
| 1988–1989   | Minnesota Golden Gophers      | NCAA        | 47  | 4  | 9  | 13 | 95  | —  | — | — | — | —  |
| 1989–1990   | Minnesota Golden Gophers      | NCAA        | 14  | 3  | 2  | 5  | 26  | —  | — | — | — | —  |
| 1990–1991   | Hershey Bears                 | AHL         | 64  | 6  | 15 | 21 | 75  | 3  | 0 | 0 | 0 | 9  |
| 1991–1992   | Hershey Bears                 | AHL         | 4   | 0  | 0  | 0  | 6   | 3  | 0 | 0 | 0 | 4  |
| 1992–1993   | Hershey Bears                 | AHL         | 53  | 5  | 10 | 15 | 77  | —  | — | — | — | —  |
| 1993–1994   | Hershey Bears                 | AHL         | 58  | 4  | 13 | 17 | 93  | 11 | 1 | 0 | 1 | 11 |
| 1994–1995   | Ottawa Senators               | NHL         | 15  | 0  | 1  | 1  | 6   | —  | — | — | — | —  |
|             | Prince Edward Island Senators | AHL         | 61  | 8  | 19 | 27 | 55  | 11 | 1 | 4 | 5 | 10 |
| 1995–1996   | Ottawa Senators               | NHL         | 28  | 1  | 6  | 7  | 20  | —  | — | — | — | —  |
|             | Prince Edward Island Senators | AHL         | 29  | 4  | 10 | 14 | 39  | 5  | 0 | 0 | 0 | 0  |
| 1996–1997   | Ottawa Senators               | NHL         | 66  | 5  | 5  | 10 | 91  | 7  | 0 | 0 | 0 | 4  |
| 1997–1998   | Ottawa Senators               | NHL         | 69  | 2  | 7  | 9  | 50  | 11 | 0 | 1 | 1 | 17 |
| 1998–1999   | Ottawa Senators               | NHL         | 50  | 3  | 6  | 9  | 33  | 2  | 0 | 0 | 0 | 0  |
| 1999–2000   | Florida Panthers              | NHL         | 62  | 3  | 5  | 8  | 44  | 4  | 0 | 1 | 1 | 0  |
| 2000–2001   | Florida Panthers              | NHL         | 68  | 1  | 2  | 3  | 42  | —  | — | — | — | —  |
| 2001–2002   | Florida Panthers              | NHL         | 35  | 1  | 1  | 2  | 12  | —  | — | — | — | —  |
| NHL totalt  | NHL totalt                    | NHL totalt  | 393 | 16 | 33 | 49 | 298 | 24 | 0 | 2 | 2 | 21 |
| AHL totalt  | AHL totalt                    | AHL totalt  | 269 | 27 | 67 | 94 | 345 | 33 | 2 | 4 | 6 | 34 |
| NCAA totalt | NCAA totalt                   | NCAA totalt | 144 | 10 | 29 | 39 | 285 | —  | — | — | — | —  |